# بطانة الرحم

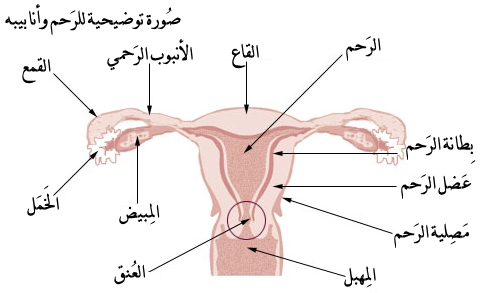
رسم تخطيطي للرحم

بطانة الرحم (باللاتينية: endometrium) هو الغشاء المبطن لجدار الرحم الداخلي لدى إناث الثدييات.

## وظيفته
بطانة الرحم تمنع الالتصاقات بين الجدار الداخلي للرحم وبالتالي يظل مجوفاً. وأثناء الدورة الشهرية تنمو بطانة الرحم من حيث السُمك وكثافة الأوعية الدموية والغدد بحيث يشكل المناخ الأمثل لاستقبال زرع الجنين إذا كانت قد حدثت عملية الإخصاب مسبقاً.
وفي بعض الأحيان تهاجر بعض من أنسجة بطانة الرحم وتعشعش في مكان آخر في قناتي فالوب على سبيل المثال أو في الأمعاء والمثانة أيضا وتسبب نزيفا أثناء الدورة وذلك إن هذه الأنسجة تسلك نفس سلوك خلايا بطانة الرحم ولكن خارج الرحم مما قد يتسبب بنزيف وآلام والتصاقات قد تعيق الحمل ويسمى هذا المرض بالانتباذ البطاني الرحمي.
ونقسم الطبقة الباطنية إلى قسمان (طبقتان):
- الطبقة القاعدية (STRATUM BASALIS):ملتصقة بالطبقة العضلية (MYOMETRUM)، وهي طبقة أساسية ومنها تتجدد الطبقة الأكثر باطنية في كل شهر.
- الطبقة الوظيفية (STRATUM FUNCTIONALIS): تنقشع هذه الطبقة في فترة الدورة الشهرية، ويتم إنتاجها من جديد.

## معرض الصور

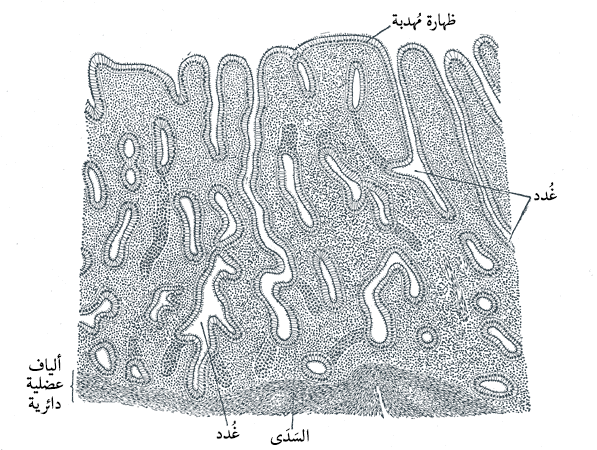
مقطع رأسي في الغشاء المخاطي لرحم أنثى الإنسان